# Bonavista—Trinity—Conception
Pour les articles homonymes, voir Bonavista (homonymie), Trinity et Conception.
Bonavista—Trinity—Conception fut une circonscription électorale fédérale de Terre-Neuve, représentée de 1968 à 2004.
La circonscription de Bonavista—Trinity—Conception a été créée en 1966 avec des parties de Bonavista—Twillingate et de Trinity—Conception. Abolie en 2003, elle fut redistribuée parmi Avalon, Bonavista—Exploits et Random—Burin—St. George's.

## Géographie
En 1966, la circonscription de Bonavista—Trinity—Conception comprenait:
- Les districts provinciaux de Trinity North, Trinity South, Bay de Verde, Carbonear, Harbour Grace et Port de Grave
- Une partie du district provincial de Bonavista South

## Député
1. 1968-1972 — Frank Moores, PC
2. 1972-1984 — Dave Rooney, PLC
3. 1984-1988 — Morissey Johnson, PC
4. 1988-2000 — Fred Mifflin, PLC
5. 2000-2002 — Brian Tobin, PLC
6. 2002-2004 — John Efford, PLC

- PC = Parti progressiste-conservateur
- PLC = Parti libéral du Canada